# Distribució binomial
En Teoria de la probabilitat i en estadística, una variable aleatòria {\displaystyle X} es diu que té una distribució binomial de paràmetres {\displaystyle n} i {\displaystyle p} si representa el nombre d'èxits en {\displaystyle n} repeticions independents d'una prova que té probabilitat d'èxit {\displaystyle p}. Per exemple, tirem 10 vegades un dau ordinari i comptem quantes vegades surt un 6; en aquest cas l'èxit és "treure un 6", i la variable que compta el nombre de sisos té una distribució binomial de paràmetres {\displaystyle n=10} i {\displaystyle p=1/6}.
La distribució binomial és la base de la popular prova binomial de significació estadística.
Va ser proposada pel matemàtic i físic suís Jacob Bernoulli.

## Distribució de Bernoulli
Les distribucions binomials s'inscriuen en el marc de referència de les distribucions de Bernoulli. S'anomena experiència de Bernoulli aquell experiment aleatori del qual només s'estudia la verificació o no d'un esdeveniment {\displaystyle A} que pot donar-se amb probabilitat {\displaystyle P(A)=p.} La realització de l'esdeveniment {\displaystyle A} s'anomena èxit. S'acostuma a representar la probabilitat del complementari (no {\displaystyle A}), la realització del qual s'anomena fracàs, per {\displaystyle P({\text{no}}\ A)=q;} és clar que {\displaystyle p+q=1.}
Així, un experiment o experiència de Bernoulli es caracteritza per ser dicotòmic, és a dir, només són possibles dos resultats: èxit o fracàs.
Exemples d'experiències de Bernoulli
1. Es llança una moneda, l'esdeveniment A podria ser "que surti cara".
2. En una bossa hi ha boles blanques, negres i vermelles. traiem una bola i mirem si és de color blanc o no. L'esdeveniment A podria ser "treure bola blanca".
3. En un referèndum amb possibles respostes Sí o No, l'esdeveniment A podria ser "que surti Sí".

## Distribució binomial
La distribució binomial  és una distribució de probabilitat discreta que fa el recompte del nombre de vegades que es verifica l'èxit (realització de l'esdeveniment {\displaystyle A}) quan es repeteix {\displaystyle n} vegades, de forma independent i en les mateixes condicions, una experiència de Bernouilli.
Per  n  = 1, la distribució binomial és una distribució de Bernoulli.
Designem per  X  la variable aleatòria que mesura el nombre d'èxits que s'han produït en els  n  experiments. Per indicar que segueix una distribució binomial de paràmetres  n  i  p , s'escriu:
{\displaystyle X\sim B(n,p)\,}

### Exemples
Les següents situacions són exemples d'experiments que poden modelitzar per aquesta distribució:
- Es llança un dau deu vegades i es compta el nombre de sisos obtinguts: X ~ B(10, 1/6)
- Es llança una moneda dues vegades i es compta el nombre de cares obtingudes, tenim {\displaystyle B(2,0'5).}
- Una partícula es mou unidimensionalment amb probabilitat {\displaystyle q} de moure's una unitat de distància cap enrere i {\displaystyle p=1-q} de moure's una unitat cap endavant. Després de {\displaystyle n} moviments, el nombre de vegades que s'ha mogut cap endavant és una variable binomial {\displaystyle B(n,p)} .

## Propietats característiques

### Mitjana i Variància
Sigui {\displaystyle X\sim B(n,p)\,} una variable aleatòria binomial de paràmetres {\displaystyle n} i {\displaystyle p}.
{\displaystyle \mathbb {E} [X]=np\,}
Això es dedueix per la linealitat de l'esperança, ja que X és la suma de n variables aleatòries de Bernoulli idèntiques, cadascuna d'elles amb esperança p. És a dir, si {\displaystyle X_{1},\ldots ,X_{n}} són variables aleatòries iguals (i independents) de Bernoulli amb paràmetre p, aleshores{\displaystyle X=X_{1}+\cdots +X_{n}} i, atès que {\displaystyle E[X_{i}]=p\cdot 1+q\cdot 0=p,\ i=1,\dots ,n,}tindrem que {\displaystyle \operatorname {E} [X]=\operatorname {E} [X_{1}+\cdots +X_{n}]=\operatorname {E} [X_{1}]+\cdots +\operatorname {E} [X_{n}]=p+\cdots +p=np.}D'altra banda, per a una variable de Bernoulli, {\displaystyle E[X_{i}^{2}]=p\cdot 1^{2}+q\cdot 0^{2}=p,}d'on {\displaystyle {\text{Var}}(X_{i})=p-p^{2}=p(1-p),\ i=1,\dots ,n.}Llavors, de la independència de {\displaystyle X_{1},\dots ,X_{n}}, es dedueix que
{\displaystyle {\text{Var}}[X]=np(1-p).}

### Funció de probabilitat
Sigui {\displaystyle X} una variable aleatòria binomial de paràmetres {\displaystyle n} i {\displaystyle p}. Aleshores la probabilitat d'obtenir exactament {\displaystyle k\,\!} èxits en {\displaystyle n\,\!} repeticions (proves) independents de Bernouilli és:
{\displaystyle P(X=k)={n \choose k}p^{k}(1-p)^{n-k},\ k=0,1,\dots ,n.}on {\displaystyle \!{n \choose k}={\frac {n!}{k!(n-k)!}}\,\!} és el coeficient binomial.
Així, la funció de probabilitat de {\displaystyle X} és {\displaystyle f(k)={n \choose k}p^{k}(1-p)^{n-k},\ k=0,1,\dots ,n.}

### Funció de distribució
{\displaystyle F(x)=\Pr(X\leq x)={\begin{cases}0,&{\text{si}}\,x<0,\\\displaystyle {\sum _{i=0}^{\lfloor x\rfloor }{n \choose i}p^{i}(1-p)^{n-i}},&{\text{si}}\,x\in [0,n],\\1,&{\text{si}}\,x>n.\end{cases}}}

on {\displaystyle [x]} denota la part entera de {\displaystyle x}.

### Fites de les cues
Per k ≤ np, es poden derivar fites superiors per la cua inferior de la funció de distribució acumulada {\displaystyle F(k;n,p)=\Pr(X\leq k)}, la probabilitat que hi hagi com a màxim k successos. Com que {\displaystyle \Pr(X\geq k)=F(n-k;n,1-p)}, també es poden interpretar aquestes fites per a la cua superior de la funció de distribució per k ≥ np.
La desigualtat de Hoeffding dóna la fita simple
{\displaystyle F(k;n,p)\leq \exp \left(-2n\left(p-{\frac {k}{n}}\right)^{2}\right),\!}
que no és, tanmateix, gaire forta. En particular, quan p = 1, s'obté F(k;n,p) = 0 (per a k i n fixes amb k < n), però la fita de Hoeffding dóna una constant positiva.
S'obté una fita més exacta mitjançant la fita de Chernoff:
{\displaystyle F(k;n,p)\leq \exp \left(-nD\left({\frac {k}{n}}\parallel p\right)\right)}
on D(a || p) és l'entropia relativa (o divergència Kullback-Leibler) entre una moneda-ai una moneda-p (és a dir entre Bernoulli(a) i Bernoulli(p) distribution):
{\displaystyle D(a\parallel p)=(a)\log {\frac {a}{p}}+(1-a)\log {\frac {1-a}{1-p}}.\!}
Asimptòticament, aquesta fita és raonablement exacta; vegi's per més detalls.
També es poden obtenir fites inferiors de la cua {\displaystyle F(k;n,p)}, conegudes com fites anti-concentració. Aproximant el coeficient binomial amb l'aproximació de Stirling es pot demostrar que
{\displaystyle F(k;n,p)\geq {\frac {1}{\sqrt {8n{\tfrac {k}{n}}(1-{\tfrac {k}{n}})}}}\exp \left(-nD\left({\frac {k}{n}}\parallel p\right)\right),}
que implica la fita més simple però menys exacta:
{\displaystyle F(k;n,p)\geq {\frac {1}{\sqrt {2n}}}\exp \left(-nD\left({\frac {k}{n}}\parallel p\right)\right).}
Per p = 1/2 i k ≥ 3n/8 amb n parell, es pot fer que el denominador sigui constant:
{\displaystyle F(k;n,{\tfrac {1}{2}})\geq {\frac {1}{15}}\exp \left(-16n\left({\frac {1}{2}}-{\frac {k}{n}}\right)^{2}\right).\!}

#### Exemple
Suposem que tenim una moneda trucada amb probabilitat 0.3 que surti cara. La probabilitat que surtin 4 cares en 6 llançaments és
{\displaystyle f(4)={\binom {6}{4}}0.3^{4}(1-0.3)^{6-4}=0.059535.}

## Aproximació de la distribució binomial per les distribucions de Poisson i normal
Si {\displaystyle n} tendeix a infinit i {\displaystyle p_{n}\,\!} és tal que {\displaystyle \lim _{n\to \infty }n\,p_{n}=\lambda }, llavors la distribució d'una variable aleatòria binomial de paràmetres {\displaystyle n} i {\displaystyle p_{n}}tendeix a una distribució de Poisson de paràmetre {\displaystyle \lambda }.
D'altra banda, pel teorema central del límit, quan  n  és gran (normalment s'exigeix que {\displaystyle n\geq 30}) la distribució binomial es pot aproximar mitjançant la distribució normal.

## Distribucions relacionades

### Suma de binomials
Si X ~ B(n, p) i Y ~ B(m, p) són variables binomials independents amb la mateixa probabilitat p, llavors X + Y és també una variable binomial; la seva distribució és Z = X \+ Y ~ B(n + m, p):
{\displaystyle {\begin{aligned}\operatorname {P} (Z=k)&=\sum _{i=0}^{k}\left[{\binom {n}{i}}p^{i}(1-p)^{n-i}\right]\left[{\binom {m}{k-i}}p^{k-i}(1-p)^{m-k+i}\right]\\&={\binom {n+m}{k}}p^{k}(1-p)^{n+m-k}\end{aligned}}}
Es pot considerar una variable aleatòria distribuïda de forma binomial X ~ B(n, p) com la suma de n variables aleatòries distribuïdes segons Bernoulli. Així doncs, la suma de les variables aleatòries binomials X ~ B(n, p) i Y ~ B(m, p) és equivalent a la suma de n + m variables aleatòries de Bernoulli, és a dir Z = X + Y ~ B(n + m, p). També es pot demostrar això directament utilitzant la regla de la suma.
No obstant això, si X i Y no tenen la mateixa probabilitat p, llavors la variància de la suma serà més petita que la variància de la variable binomial distribuïda com B(n + m, p).

### Distribució binomial de Poisson
La distribució binomial és un cas particular de la distribució binomial de Poisson, que és la distribució de una suma de n assajos de Bernoulli independents i no idèntics B(pi).

### Ràtio de dues distribucions binomials
Aquest resultat va ser derivat per primer cop per Katz i coautors l'any 1978.
Siguin X ~ B(n, p1) i Y ~ B(m, p2) independents. Sigui T = (X/n) / (Y/m).
Llavors log(T) està distribuït aproximadament de forma normal amb mitjana log(p1/p2) i variància ((1/p1) − 1)/n + ((1/p2) − 1)/m.

### Distribució de Bernoulli
La distribució de Bernoulli és un cas particular de la distribució binomial, amb n = 1. Simbòlicament, X ~ B(1, p) té el mateix significat que X ~ Bernoulli(p). En canvi, la distribució binomial, B(n, p), és la distribució de la suma de n assajos de Bernoulli independents, Bernoulli(p), cadascun amb la mateixa probabilitat p.

### Aproximació de Poisson
La distribució binomial convergeix a la distribució de Poisson a mesura que el nombre d'assajos tendeix a infinit mentre que el producte np convergeix a un límit finit. Per tant, es pot utilitzar una distirbució de Poisson amb paràmetre λ = np per aproximar B(n, p) de la distribució binomial si n és prou gran i p és prou petit. Segons la regla del polze, aquesta aproximació és bona si n ≥ 20 i p ≤ 0.05 tal que np ≤ 1, o si n > 50 i p < 0.1 tal que np < 5, o si n ≥ 100 i np ≤ 10.
Sobre la precisió de l'aproximació de Poisson, vegi's Novak, capítol 4, i les referències que s'hi citen.

## Propietats reproductives
Donades  m  variables binomials independents {\displaystyle X_{i}},  i  = 1, ..., m, de paràmetres {\displaystyle n_{i}} i {\displaystyle p_{i}}, respectivament, la seva suma S és també una variable binomial, de paràmetres {\displaystyle n_{1}+\cdots +n_{m}} i {\displaystyle p}, és a dir,
{\displaystyle S=\sum _{i=1}^{m}X_{i}\sim B\left(\sum _{i=1}^{m}n_{i},p\right).}